# Planck-Konstante

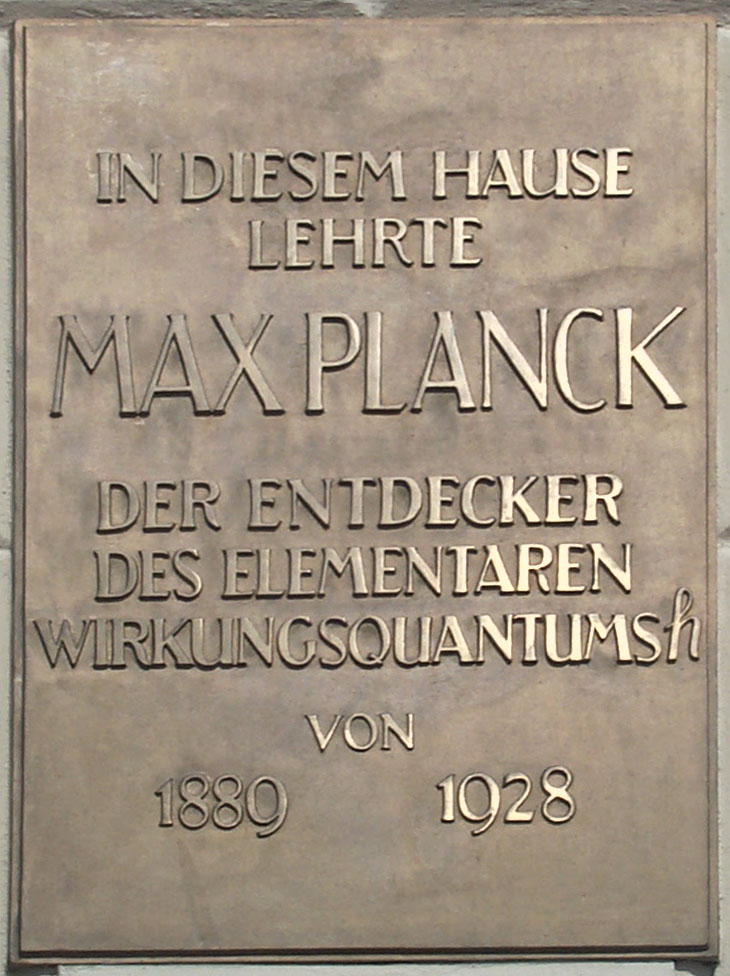
Gedenktafel – Humboldt-Universität zu Berlin

Die Planck-Konstante oder das Plancksche Wirkungsquantum {\displaystyle h} ist eine fundamentale Naturkonstante in der Quantenphysik. Sie ist das Verhältnis von Energie ({\displaystyle E}) und Frequenz ({\displaystyle f}) eines Photons, entsprechend der Formel {\displaystyle E=h\cdot f}. Die gleiche Beziehung gilt allgemein zwischen der Energie eines Teilchens oder physikalischen Systems und der Frequenz seiner quantenmechanischen Phase.
Die Planck-Konstante verknüpft Eigenschaften, die vorher in der klassischen Physik entweder nur Teilchen oder nur Wellen zugeschrieben wurden. Damit ist sie die Basis des Welle-Teilchen-Dualismus der modernen Physik.
Max Planck entdeckte diese Konstante in den Jahren 1899 und 1900 und gab ihr den Namen „elementares Wirkungsquantum“, weil sie bei „elementaren Schwingungsvorgängen“ eine entscheidende Rolle spielt und die gleiche Dimension wie die physikalische Größe Wirkung hat. Außerhalb des deutschen Sprachraums ist die Bezeichnung „Wirkungsquantum“ nicht üblich.
Planck betrachtete diese neu entdeckte Konstante neben der Gravitationskonstante und der Lichtgeschwindigkeit als die dritte der fundamentalen Naturkonstanten der Physik. Zusammen bilden diese Konstanten die Grundlage des natürlichen Einheitensystems der Planck-Einheiten.

## Definition
Die Planck-Konstante {\displaystyle h} ist für jedes physikalische System, das harmonisch schwingen kann, das stets gleiche Verhältnis des kleinstmöglichen Energieumsatzes zur Schwingungsfrequenz. Größere Energieumsätze sind nur möglich, wenn sie ganzzahlige Vielfache dieses kleinsten Energiebetrages sind. Diese Quantelung der Energie ist allerdings so fein, dass sie sich in makroskopischen Systemen praktisch nicht bemerkbar macht. Auch Planck gelang die Entdeckung nur auf indirekte Weise.
Darüber hinaus gilt für jedes physikalische System, dass {\displaystyle h} das Verhältnis seines gesamten Energieinhalts zur Frequenz seiner quantenmechanischen Phase ist.
Die Planck-Konstante hat die Dimension von Energie mal Zeit, die Wirkung genannt wird. Die Wirkung selbst ist allerdings nicht gequantelt, wie man irrtümlich aus der Bezeichnung als Wirkungsquantum ableiten könnte und wie es in der Bohr-Sommerfeld-Quantisierung auch zeitweilig angenommen worden war.
Die Planck-Konstante  erhält ihre universelle Bedeutung durch ihr Auftreten in den Grundgleichungen der Quantenphysik (Schrödinger-Gleichung, Heisenbergsche Bewegungsgleichung, Dirac-Gleichung).

## Einige allgemeingültige Folgen
- Jede harmonische Schwingung (mit Frequenz {\displaystyle f}, Kreisfrequenz {\displaystyle \omega =2\pi f}) kann Energie nur in diskreten Beträgen aufnehmen oder abgeben, die ganzzahlige Vielfache des Schwingungsquants {\displaystyle \Delta E=hf\equiv \hbar \omega } sind.
- Jedes physikalische System kann seinen Drehimpuls {\displaystyle J} (genauer: die Projektion des Drehimpulsvektors {\displaystyle {\vec {J}}} auf eine beliebige Gerade) nur um ganzzahlige Vielfache von {\displaystyle \hbar \equiv {\tfrac {h}{2\pi }}} ändern.
- Jedem physikalischen System mit Impuls {\displaystyle p} ist eine Materiewelle mit der Wellenlänge {\displaystyle \lambda ={\tfrac {h}{p}}} zugeordnet.
- Bei jedem physikalischen System erfüllen Energie {\displaystyle E} und Kreisfrequenz {\displaystyle \omega } seiner quantenmechanischen Phase die Gleichung {\displaystyle E=\hbar \omega }.
- Je zwei Variablen eines physikalischen Systems, die zueinander kanonisch konjugiert sind (z. B. Ort {\displaystyle x} und Impuls {\displaystyle p} eines Teilchens, oder verallgemeinerter Ort und verallgemeinerter Impuls, z. B. Drehwinkel und Drehimpuls), erfüllen eine Unschärferelation, der zufolge sie in keinem Zustand des Systems beide gleichzeitig wohldefinierte Werte besitzen können. Vielmehr gilt für die Streuungen (genauer: Standardabweichungen) {\displaystyle \sigma _{x},\,\sigma _{p}} der gleichzeitigen Messwerte beider Variablen: {\displaystyle \sigma _{x}\cdot \sigma _{p}\geq {\tfrac {\hbar }{2}}}.

## Wert und Zeichen

### Im Internationalen Einheitensystem (SI)
Die Planck-Konstante gehört zu den Naturkonstanten, denen im Internationale Einheitensystem (SI) seit der Revision von 2019 ein fester Wert zugewiesen ist und die nun ihrerseits zur Definition von Einheiten wie dem Kilogramm dienen. Deshalb hat es im SI einen exakten Wert, der auf
{\displaystyle h=6{,}626\,070\,15\cdot 10^{-34}\;\mathrm {Js} }
festgelegt ist. In der Einheit Elektronenvolt durch Hertz hat h den – ebenfalls exakten – Wert:
{\displaystyle h={\frac {6{,}626\,070\,15\cdot 10^{-34}}{1{,}602\,176\,634\cdot 10^{-19}}}\,{\frac {\mathrm {eV} }{\mathrm {Hz} }}=4{,}135\,667\,696\,92\ldots \cdot 10^{-15}\;\mathrm {eV\,s} \,}.
Bis zur SI-Reform am 20. Mai 2019 war h auf Grundlage der damals gültigen Einheiten für Kilogramm, Meter und Sekunde experimentell zu bestimmen und war demgemäß mit einer Messunsicherheit behaftet. Der letzte Wert betrug 6,626 070 040(81) · 10−34 Js,
wobei die eingeklammerte Zahl die geschätzte Unsicherheit angibt und sich auf die beiden letzten angegebenen Dezimalziffern bezieht.

### Reduzierte Planck-Konstante
Der Quotient {\textstyle \hbar ={\frac {h}{2\pi }}} (gesprochen: „h-quer“) wird als die reduzierte Planck-Konstante bezeichnet. Diese Konstante kommt in vielen Gleichungen vor, zum Beispiel wenn anstelle der Frequenz {\displaystyle f} die Kreisfrequenz {\displaystyle \omega =2\pi f} verwendet wird, bei der Quantelung des Drehimpulses oder bei der Formulierung der Unschärferelation. Die reduzierte Planck-Konstante  wird manchmal auch nach Paul Dirac als Dirac-Konstante bezeichnet.
Oft wird das Produkt {\displaystyle \hbar c} mit der Lichtgeschwindigkeit {\displaystyle c} benötigt, das wegen seiner Dimension Energie mal Länge einen universellen Zusammenhang zwischen Energie- und Längenskala ausdrückt. In den in der Kernphysik üblichen Einheiten MeV und fm gilt:
{\displaystyle \hbar c=197{,}326\,9804\ldots \mathrm {MeV\,fm} \;.}
Da {\displaystyle c} ebenfalls exakt definiert ist, ist auch das Produkt {\displaystyle \hbar c} exakt.

### Zeichen
Im Unicode liegen die Symbole für die Planck-Konstante  und für die reduzierte Planck-Konstante  auf Position U+210E (ℎ) bzw. U+210F (ℏ). In LaTeX ist das Symbol als \hbar verwendbar. Manche LaTeX-Pakete wie amssymb.sty bieten mit \hbar und \hslash zwei Varianten an.

## Historisches zur Entdeckung und Rezeption

### Wärmestrahlung I (Planck 1899)
Max Planck war 1899 auf eine neue Naturkonstante gestoßen, als er auf der Basis der Statistischen Physik eine thermodynamische Beschreibung der Wärmestrahlung schwarzer Körper, auch Hohlraumstrahlung genannt, entwickelte. Nach dem Kirchhoffschen Gesetz sollten das Spektrum der Wärmestrahlung und dessen Temperaturabhängigkeit, wie sie etwa an Holzkohle beim Übergang von Rotglut zu Weißglut sichtbar ist, für alle ideal schwarzen Körper exakt gleich sein, völlig unabhängig von ihrer sonstigen Beschaffenheit. Die Berechnung des Spektrums galt daher als ein herausragendes ungelöstes Problem der theoretischen Physik.
Die Messwerte zeigen im hochfrequenten (d. h. kurzwelligen) Bereich des Spektrums eine charakteristische Abnahme der Intensität zu höheren Frequenzen hin. Diese lässt sich gut durch einen Exponentialfaktor {\displaystyle \mathrm {e} ^{-af/T}} wiedergeben ({\displaystyle f} Frequenz, {\displaystyle T} Temperatur, {\displaystyle a} ein fester Parameter, siehe Wiensches Strahlungsgesetz), diese Formel aber widerspricht jeder theoretischen Herleitung aus der klassischen Physik. Planck konnte jedoch eine neuartige theoretische Herleitung angeben. Dazu analysierte er das thermische Gleichgewicht zwischen den Wänden eines Hohlraums und den elektromagnetischen Wellen in seinem Innern. Die Wände modellierte er als Ansammlung emittierender und absorbierender Oszillatoren und wählte für deren Entropie eine neuartige geeignete Formel mit zwei freien Parametern {\displaystyle a} und {\displaystyle b}. Diesen Parametern kam aufgrund der allgemeingültigen Ableitung nun eine universelle Bedeutung zu. {\displaystyle a} erwies sich als der oben im Wienschen Strahlungsgesetz genannte Parameter, {\displaystyle b} als Produkt von {\displaystyle a} mit der Boltzmann-Konstante {\displaystyle k_{\mathrm {B} }}. Für {\displaystyle b}, das später in {\displaystyle h} umbenannt wurde, gab Planck den Wert {\displaystyle b=6{,}885\cdot 10^{-27}\,\mathrm {erg\,s} } an, der nur um 4 % vom heutigen Wert für {\displaystyle h} abweicht. Planck erkannte auch, dass diese neuen Konstanten zusammen mit der Gravitationskonstante und der Lichtgeschwindigkeit ein System von universellen Naturkonstanten bilden, aus denen sich auch für Länge, Masse, Zeit und Temperatur universelle Einheiten bilden lassen, die Planck-Einheiten.

### Wärmestrahlung II (Planck 1900)
Neue Messungen widersprachen dem Wienschen Strahlungsgesetz und damit auch der von Planck gefundenen Deutung. Sie zeigten, dass im niederfrequenten (d. h. langwelligen, infraroten) Teil der Wärmestrahlung die Intensität zu größeren Frequenzen hin zunächst zunimmt, bevor sie dem Wienschen Strahlungsgesetz gemäß wieder abnimmt. Diese Zunahme entsprach gut dem Rayleigh-Jeans-Gesetz, wie es ohne weitere Annahmen aus der klassischen Elektrodynamik und dem Gleichverteilungssatz der statistischen Mechanik abgeleitet worden war. Allerdings sagte dieses Gesetz auch eine unbegrenzte Zunahme der Intensität bei weiter steigender Frequenz voraus, was als Ultraviolettkatastrophe bezeichnet wurde und den älteren Messungen im hochfrequenten Teil des Spektrums (s. o.) widersprach. Planck fand (wörtlich) „eine glücklich erratene interpolierende Formel“, die nun mit allen (auch erst danach neu angestellten) Messungen hervorragend übereinstimmte. Theoretisch herleiten konnte er dieses als Plancksches Strahlungsgesetz bezeichnete Ergebnis nur, indem er versuchsweise den Exponentialfaktor des Wienschen Gesetzes wie den aus der kinetischen Gastheorie bekannten Boltzmann-Faktor {\displaystyle \mathrm {e} ^{-{\tfrac {\Delta E}{k_{\mathrm {B} }T}}}} interpretierte und darin für {\displaystyle \Delta E} die je nach Frequenz {\displaystyle f} verschiedenen diskreten Energiestufen {\displaystyle \Delta E=hf} ansetzte. Verschiedentlich findet sich die unbelegte Aussage, Planck habe den Buchstaben {\displaystyle h} von Hilfsgröße abgeleitet. Der Vergleich mit der Wienschen Formel zeigte, dass es sich bei {\displaystyle h} gerade um das erwähnte Produkt {\displaystyle b=ak_{\mathrm {B} }} handelt.
Damit schrieb Planck den Oszillatoren die neue Eigenschaft zu, dass sie ihre Energie nur auf diskrete Weise in endlichen Schritten der Größe {\displaystyle \Delta E=hf} ändern könnten. Er führte damit erstmals eine Quantelung einer scheinbar kontinuierlich variierbaren Größe ein, eine Vorstellung, die der Physik damals, als auch die Atomhypothese teilweise noch heftig angefeindet wurde, völlig fremd war. Doch alle Versuche, eine theoretische Herleitung ohne die Annahme diskreter Energieumsätze zu finden, schlugen fehl. Planck hielt den nicht-kontinuierlichen Charakter des Energieaustausches zunächst nicht für eine Eigenschaft der vermeintlich gut verstandenen Lichtwellen, sondern schrieb ihn ausschließlich den Emissions- und Absorptionsprozessen im Material der Hohlraumwände zu. Mit großer Verspätung wurde ihm 1918 für die Entdeckung der Quantisierung der Nobelpreis zuerkannt.

### hund die Lichtquanten
Albert Einstein analysierte 1905 den photoelektrischen Effekt, der ebenfalls mit der klassischen Physik unvereinbar ist. Einstein war einer der wenigen Physiker, die die fundamentale Bedeutung von Plancks Arbeit früh erkannten und nutzten. Er konnte den photoelektrischen Effekt mit Hilfe der Lichtquantenhypothese erklären, der zufolge auch das Licht Quanteneigenschaften aufweist. Demnach besteht, im Gegensatz zu Plancks damaliger Ansicht, die elektromagnetische Strahlung selbst aus teilchenartigen Objekten, den Lichtquanten, deren Energie je nach Frequenz {\displaystyle f} der Lichtwelle durch die Gleichung {\displaystyle E=hf} gegeben ist. Später wurde diese Gleichung die Einsteinsche Gleichung für das Lichtquant genannt. Damit erkannte Einstein erstmals den Welle-Teilchen-Dualismus, ein neues Problem für die Physik. Nicht zuletzt deshalb brauchte auch diese Analyse Jahre, um sich durchzusetzen. 1921 brachte sie Einstein den Nobelpreis ein.

### hund die spezifische Wärme fester Körper
Die Quantisierung der Schwingungsenergie war für Albert Einstein 1907 auch der Schlüssel zur Erklärung eines weiteren unverstandenen Phänomens, das sich in der Abnahme der spezifischen Wärme fester Körper zu niedrigen Temperaturen hin zeigt. Bei höheren Temperaturen hingegen stimmten die Messwerte meist gut mit dem von Dulong-Petit nach der klassischen Physik vorhergesagten Wert überein. Einstein nahm an, dass die Wärmeenergie im festen Körper in Form von Schwingungen der Atome um ihre Ruhelage vorliegt, und dass auch diese rein mechanische Art von Schwingungen nur in Energiestufen {\displaystyle \Delta E=hf} angeregt werden kann. Da die im thermischen Gleichgewicht zwischen den einzelnen Atomen fluktuierenden Energiemengen von der Größenordnung {\displaystyle k_{\mathrm {B} }T} sind, ergab sich die Möglichkeit, zwischen „hohen“ Temperaturen ({\displaystyle k_{\mathrm {B} }T\gg hf}) und „tiefen“ Temperaturen ({\displaystyle k_{\mathrm {B} }T\ll hf}) zu unterscheiden. Dann hat die Quantelung bei hohen Temperaturen keine sichtbaren Auswirkungen, während sie bei tiefen Temperaturen die Aufnahme von Wärmeenergie behindert. Die Formel, die Einstein aus dieser Vorstellung heraus ableiten konnte, passte (nach geeigneter Festlegung von {\displaystyle f} für jeden Festkörper) ausgezeichnet zu den damaligen gemessenen Daten. Trotzdem wurde lange weiter bezweifelt, dass die Plancksche Konstante nicht nur für elektromagnetische Wellen, sondern auch im Bereich der Mechanik wichtig sein könnte.

### hund die Phasenraumzelle
Viele Gesetze der Thermodynamik, z. B. zur spezifischen Wärme von Gasen und Festkörpern, aber auch zum irreversiblen Anwachsen der Entropie und zur Form des dadurch erreichten Gleichgewichtszustands, hatten zum Ende des 19. Jahrhunderts durch die Statistische Mechanik (vor allem durch Ludwig Boltzmann und Josiah Willard Gibbs) eine mechanische Deutung erfahren. Die statistische Mechanik gründet in der Annahme der ungeordneten Bewegung extrem vieler Atome oder Moleküle und ermittelt mit statistischen Methoden die wahrscheinlichsten Werte von makroskopisch messbaren Größen (wie Dichte, Druck usw.), um den Gleichgewichtszustand zu charakterisieren. Dazu muss zunächst die Gesamtmenge aller möglichen Zustände aller Teilchen mathematisch erfasst werden in einem Zustands- oder Phasenraum. Legt man einen bestimmten makroskopischen Zustand fest, dann bilden alle Teilchenzustände, in denen das System diesen makroskopischen Zustand zeigt, im Phasenraum ein Teilvolumen. Aus der Größe jedes solchen Teilvolumens wird ermittelt, mit welcher Wahrscheinlichkeit der betreffende makroskopische Zustand vorkommen wird. Mathematisch ist also ein Volumenintegral zu bilden, und dazu braucht man vorübergehend und als Hilfsgröße die Definition eines Volumenelements, auch Phasenraumzelle genannt. Im Endergebnis aber soll die Phasenraumzelle in der Gleichung nicht mehr auftauchen. Wenn möglich, lässt man ihre Größe in der erhaltenen Formel gegen Null schrumpfen (wie differentielle Größen generell in der Infinitesimalrechnung), wenn nicht, sieht man sie als unerwünschten Parameter an (der z. B. eine unbekannte additive Konstante bestimmt) und versucht, nur solche Schlussfolgerungen zu betrachten, die von der Phasenraumzelle unabhängig sind (z. B. Differenzen, in denen sich die Konstante weghebt). Berechnet man auf diese Weise die Entropie eines Gases, heißt die Konstante Entropiekonstante. Otto Sackur bemerkte 1913 zu seiner Überraschung, dass man der Phasenraumzelle eine bestimmte Größe geben muss, damit diese Entropiekonstante mit den Messwerten übereinstimmt. Die Phasenraumzelle (pro Teilchen und pro Raumdimension seiner Bewegung) muss gerade die Größe {\displaystyle h} haben. Seiner Veröffentlichung gab er den Titel Die universelle Bedeutung des sog. elementaren Wirkungsquantums und Max Planck nannte es von „fundamentaler Bedeutung“, wenn sich die gewagte Hypothese bewahrheiten sollte, dass dies Ergebnis unabhängig von der Art des Gases gilt. Dies war der Fall.
Fundamental an diesem Ergebnis ist insbesondere, dass sich hier ein tiefer Grund für das Phänomen der Quantisierung zu zeigen beginnt, der in vollem Umfang allerdings erst Jahre später mit der Quantenstatistik der Strahlung klar wurde. Eine Phasenraumzelle kann man nämlich auch für Schwingungen definieren, und dann ergibt sich aus der Einsteinschen Formel {\displaystyle E=hf}, dass die Phasenraumzelle für das Lichtquant ebenfalls die Größe {\displaystyle h} hat: Die für die Größe der Phasenraumzelle maßgebliche physikalische Größe ist hier die Wirkung, bei einer Schwingung ist die Wirkung das Produkt aus Energie {\displaystyle E} und Periode {\displaystyle T={\tfrac {1}{f}}}, also folgt {\displaystyle ET=h}.

### hund der Aufbau der Atome
Die klassische Physik muss bei der Erklärung der Stabilität und Größe der Atome versagen. Denn wenn sie ein stabiles System bestimmter Größe erklären könnte, wäre ein z. B. halb so großes Atom dann nach denselben Gesetzen auch stabil und genau so gut möglich. Anders ausgedrückt: Die Grundformeln der klassischen Physik enthalten nicht genügend verschiedene Naturkonstanten, als dass man aus ihnen allein eine Formel für eine bestimmte Länge gewinnen könnte. Die Planck-Konstante kann diese Lücke schließen, wie schon Planck selber 1899 bemerkte, als er erstmals die Planckschen Einheiten vorstellte (s. o.). Doch weil die Planck-Konstante nach damals überwiegender Meinung nicht in die Mechanik eingeführt werden sollte, kam der erste Versuch, sie zur Erklärung des Atomradius zu nutzen, erst 1910 durch Arthur Erich Haas zustande und wurde dann sogar z. T. lächerlich gemacht. Haas nahm an, ein Elektron kreise im Feld einer positiven Ladung {\displaystyle +e}, und er setzte die Umlauffrequenz {\displaystyle f} und die Bindungsenergie {\displaystyle E} dieses Systems ins Verhältnis {\displaystyle E=hf}. Daraus ergibt sich ein Radius im Bereich der aus der Chemie und der kinetischen Gastheorie bekannten Atomradien.
Arnold Sommerfeld griff 1911 diese Sichtweise auf und empfahl, h als eine neue grundlegende Naturkonstante zu betrachten, die auch im Atombau wichtig sein könnte, statt weiter zu versuchen, sie aus den Gesetzen anderer Gebiete der Physik herzuleiten. Dazu stellte er versuchsweise die Quantisierungsregel auf, nach der bei jedem Prozess das Wirkungsintegral ein ganzzahliges Vielfaches der Planck-Konstante sein müsse. Demnach wäre also die Wirkung selbst eine gequantelte Größe. In diesem Sinne bemerkte John William Nicholson, dass die Planck-Konstante auch direkt die Größe eines Drehimpulses angibt und schlug 1912 erstmals die weitreichende Deutung vor, dass h die kleinstmögliche Änderung des Drehimpulses des Atoms bestimmt. Sein eigenes Atommodell mit mehreren Elektronen, die sich gegenseitig auf ihren Bahnen stabilisieren sollen, blieb allerdings erfolglos.
Mehr Erfolg hatte 1913 Niels Bohr, der in seinem Atommodell wie Haas vom Bild eines Elektrons im Coulomb-Feld ausging, aber erstmals auch gebundene Zustände höherer Energie annahm und, vor allem, die Emission von Lichtquanten beim Quantensprung von einer zur anderen Bahn einführte. Für die Auswahl der erlaubten Bahnen wählte Bohr eine neue, kaum zu begründende Quantenbedingung ({\displaystyle E={\tfrac {n}{2}}hf} mit der neuen Hauptquantenzahl {\displaystyle n=1,2,3,\dotsc }). Die Übereinstimmung mit den Wellenlängen, die in den Spektren von Systemen mit nur einem Elektron (Wasserstoff und ionisiertes Helium) gemessen worden waren, machte das Modell schnell berühmt. Die tragende Rolle der Planck-Konstante beim inneren Aufbau der Atome war bewiesen. Bohr bemerkte auch, dass die Kreisbahnen zu den verschiedenen Hauptquantenzahlen {\displaystyle n} genauso durch die Bedingung definiert werden könnten, dass der Drehimpuls des Elektrons den Wert {\displaystyle L=nh/2\pi } hat. Er hielt aber die Möglichkeit, seine Quantenbedingung durch diese (1912 von Nicholson vorgeschlagene) Drehimpulsquantelung zu begründen, lediglich für einen Weg der Veranschaulichung.
Der von Bohr erreichte Fortschritt machte sein Atommodell für die folgenden 13 Jahre zum maßgeblichen Ausgangspunkt der weiteren Entwicklungen, obwohl weitere ähnlich große Fortschritte dann ausblieben. Insbesondere schlugen die Versuche fehl, Atome mit mehreren Elektronen zu verstehen.

### hund die Materiewellen
Der Erfolg des Bohrschen Atommodells seit 1913 verdankte sich zum guten Teil der Bohrschen Quantenbedingung, die von außen hart in die Mechanik eingreift, indem sie dem Elektron nur wenige der mechanisch möglichen Bahnen erlaubt. Aufgrund der anhaltenden Schwierigkeiten mit der weiteren Entwicklung der Atomtheorie wurde nach Möglichkeiten gesucht, die Mechanik selbst so umzugestalten, dass sie die Quantenbedingung von vornherein berücksichtigt. Es sollte die bisherige Quantentheorie von einer regelrechten Quantenmechanik abgelöst werden. Den größten Schritt vor dem wirklichen Beginn der Quantenmechanik leistete Louis de Broglie 1924, indem er materiellen Teilchen, z. B. Elektronen, Welleneigenschaften zuschrieb. Er übertrug die für Photonen gefundene Beziehung {\displaystyle p=h/\lambda } zwischen Impuls {\displaystyle {\vec {p}}} und Wellenlänge {\displaystyle \lambda } auf die von ihm gedachte Materiewelle des Elektrons. Damit dehnte er den zunächst nur für Lichtwellen angenommenen Welle-Teilchen-Dualismus auf Teilchen aus. Als unmittelbarer Erfolg zeigt sich, dass die Bohrsche Kreisbahn zur Hauptquantenzahl {\displaystyle n} gerade den Umfang {\displaystyle n\lambda } hat, mithin die Materiewelle des Elektrons eine stehende Welle darauf ausbilden kann. Ohne über diese Materiewelle viel sagen zu können, fand Erwin Schrödinger Anfang 1926 eine Formel für die Ausbreitung dieser Welle in einem Kraftfeld, mit der er die Wellenmechanik begründete. Für die stationären Zustände des Wasserstoffatoms konnte er mit dieser Schrödingergleichung ohne zusätzliche Quantenbedingung genau die bekannten Ergebnisse berechnen. Zusätzlich wurden bekannte Fehler des Bohrschen Modells behoben, z. B. dass das Atom flach sei oder dass der Drehimpuls nicht {\displaystyle L=0\hbar } sein könne. Als einzige Naturkonstante tritt in der Schrödingergleichung die Planck-Konstante {\displaystyle h} auf. Gleiches gilt für die Gleichung, die Werner Heisenberg einige Monate zuvor aus einer „quantentheoretischen Umdeutung kinematischer und mechanischer Beziehungen“ gewann, womit er die Matrizenmechanik begründete. Beide Ansätze sind mathematisch äquivalent und werden als Grundgleichungen der eigentlichen Quantenmechanik angesehen. Weiterhin geblieben sind allerdings die Schwierigkeiten, sich ein mit dem Welle-Teilchen-Dualismus verträgliches Bild von den quantenmechanischen Begriffen und Vorgängen zu machen.

## Drehimpuls
Die Bezeichnung „Wirkungsquantum“ war für Planck zunächst alleine dadurch motiviert, dass {\displaystyle h} die gleiche Dimension hat wie die physikalische Größe der Energie mal Zeit, die als „Wirkung“ bezeichnet wird. Indes hat der klassische mechanische Bahndrehimpuls {\displaystyle {\vec {l}}={\vec {r}}\times {\vec {p}}} die gleiche Dimension, und {\displaystyle \hbar } erwies sich ganz allgemein auch als die für den Drehimpuls maßgebliche Naturkonstante.
In dem 1913 von Niels Bohr aufgestellten Atommodell tritt, nachdem es 1917 zum Bohr-Sommerfeldschen Atommodell erweitert wurde, der Bahndrehimpulsvektor {\displaystyle {\vec {l}}={\vec {r}}\times {\vec {p}}} des Elektrons als zweifach gequantelte Größe in Erscheinung. Dem Betrag nach kann er im Bohr-Sommerfeldschen Atommodell wie schon im Bohrschen Modell nur ganzzahlige Vielfache von {\displaystyle \hbar } annehmen: {\displaystyle |{\vec {l}}|=l\hbar } mit der Drehimpulsquantenzahl {\displaystyle l}. Zusätzlich gilt die Bedingung, dass die Projektion des Drehimpulsvektors der Länge {\displaystyle l\hbar } auf eine Koordinatenachse nur die Werte {\displaystyle m\hbar } annehmen kann, wobei die magnetische Quantenzahl {\displaystyle m} ganzzahlig ist (s. Richtungsquantelung) und auf den Bereich von {\displaystyle -l} bis {\displaystyle +l} beschränkt ist. Für die Bahnen zur Hauptquantenzahl {\displaystyle n} kann {\displaystyle l} alle Werte {\displaystyle l=1,2,\dotsc ,n} haben.
In der 1925 von Werner Heisenberg und Erwin Schrödinger begründeten Quantenmechanik ergibt sich die gleiche Quantelung des Bahndrehimpulses, indem dieser durch den Operator {\displaystyle {\hat {\vec {l}}}={\hat {\vec {r}}}\times {\hat {\vec {p}}}} dargestellt wird. Allerdings ist die Länge des Drehimpulsvektors nun {\textstyle |{\vec {l}}|={\sqrt {l(l+1)}}\;\hbar }. Außerdem gehören im Wasserstoffatom zu den Elektronenzuständen mit Hauptquantenzahl {\displaystyle n} nach quantenmechanischer Berechnung die Bahndrehimpulsquantenzahlen {\displaystyle l=0,1,\dotsc ,n-1}, diese sind also um 1 kleiner als im Bohr-Sommerfeldschen Modell. Dies stimmt mit allen Beobachtungen überein.
Außer dem Bahndrehimpuls können die Teilchen (ebenso Teilchensysteme) auch Spin besitzen, das ist ein Eigendrehimpuls um ihren eigenen Schwerpunkt, oft mit {\displaystyle {\vec {s}}} bezeichnet. Auch der Spin wird in Einheiten von {\displaystyle \hbar } ausgedrückt. Es gibt Teilchen, deren Spin ein ganzzahliges Vielfaches von {\displaystyle \hbar } ist (Bosonen), aber auch Teilchen mit halbzahligem Vielfachen von {\displaystyle \hbar } (Fermionen). Die Unterscheidung der zwei Teilchenarten Bosonen und Fermionen ist in der Physik grundlegend. Die Erweiterung von nur ganzzahligen zu halbzahligen Quantenzahlen des Drehimpulses ergibt sich aus den Eigenschaften des quantenmechanischen Spinoperators {\displaystyle {\hat {\vec {s}}}}. Seine drei Komponenten erfüllen miteinander dieselben Vertauschungsrelationen wie die Komponenten des Bahndrehimpulsoperators {\displaystyle {\hat {\vec {l}}}}. Für den Bahndrehimpuls gilt darüber hinaus {\displaystyle {\hat {\vec {l}}}\cdot {\hat {\vec {p}}}=0}, dies gilt jedoch nicht für den Spin.

## Unschärferelation
In der Heisenbergschen Vertauschungsrelation tritt die (reduzierte) Planck-Konstante als Wert des Kommutators zwischen Orts- und Impulsoperator (in derselben Koordinatenachse) auf:
{\displaystyle \left[{\hat {x}},{\hat {p}}_{x}\right]\;=\;\mathrm {i} \hbar }
Als Folge gilt für das Produkt aus Orts- und Impulsunschärfe die Heisenbergsche Unschärferelation
{\displaystyle \Delta x\,\Delta p_{x}\;\geq \;{\frac {\hbar }{2}}\;.}